# 秘密結社にご注意を
『秘密結社にご注意を』（ひみつけっしゃにごちゅういを）は、新藤卓広による日本のミステリー小説。第11回『このミステリーがすごい!』大賞の優秀賞受賞作。カバーデザインのイラストはワカマツカオリが手がけている。

## ストーリー
ストーカーの容疑をかけられたことから会社をクビになり、引きこもりの生活を続けていた主人公は再就職するが、そこは秘密結社だった